# Zsóka Csikós
Zsóka Csikós (23 de enero de 2001) es una deportista húngara que compite en piragüismo en las modalidades de aguas tranquilas y maratón.
Ganó cuatro medallas en el Campeonato Europeo de Piragüismo, en los años 2022 y 2025, y una medalla de oro en el Campeonato Mundial de Piragüismo en Maratón de 2024.
Además, consiguió una medalla de bronce en los Juegos Mundiales de 2022.

## Palmarés internacional
| Campeonato Europeo | Campeonato Europeo       | Campeonato Europeo | Campeonato Europeo |
| Año                | Lugar                    | Medalla            | Competición        |
| ------------------ | ------------------------ | ------------------ | ------------------ |
| 2022               | Múnich (Alemania)        | Medalla de bronce  | K4 500 m           |
| 2025               | Račice (República Checa) | Medalla de oro     | K1 500 m           |
| 2025               | Račice (República Checa) | Medalla de oro     | K1 1000 m          |
| 2025               | Račice (República Checa) | Medalla de oro     | K1 5000 m          |

| Campeonato Mundial | Campeonato Mundial | Campeonato Mundial | Campeonato Mundial |
| Año                | Lugar              | Medalla            | Competición        |
| ------------------ | ------------------ | ------------------ | ------------------ |
| 2024               | Metković (Croacia) | Medalla de oro     | K2                 |